# Констанция Нормандская
Конста́нция Норма́ндская (англ. Constance of Normandy; между 1057 и 1061, Нормандия — 13 августа 1090, Редон) — английская принцесса из Нормандской династии, дочь Вильгельма Завоевателя и Матильды Фландрской, сестра королей Вильгельма II и Генриха I. В браке — герцогиня Бретани.

## Биография
Констанция появилась на свет между 1057 и 1061 годами в Нормандии и была одной из дочерей Вильгельма Завоевателя и его жены Матильды Фландрской. Отец принцессы происходил из династии правителей Нормандии, ведущей происхождение от норманна Роллона, который в 911 году получил от короля Франции Карла III Простоватого владения, получившие название Нормандии. Принцесса появилась на свет до того, как её отец завоевал Англию. Мать девочки была единственной дочерью графа Фландрии Бодуэна V и Аделы Французской, дочери французского короля Роберта II; кроме того, по отцовской линии Матильда была потомком Альфреда Великого.
Помимо Констанции в семье было четверо сыновей и, по меньшей мере, четыре дочери.
Достоверно неизвестно, какой по счёту дочерью королевской четы была Констанция, поскольку историки не смогли определить порядок рождения принцесс. На генеалогическом свитке о норманнском наследовании Вильгельма Завоевателя принцесса изображена четвёртой по счёту, однако хронист Ордерик Виталий, перечисляя известных дочерей короля, даёт противоречивые указания: он называет Констанцию второй и третьей по счёту дочерью королевской четы. Вильям Мальмсберийский и Матвей Парижский называли Констанцию второй и старшей дочерью Вильгельма и Матильды соответственно. Монах Гильом Жюмьежский, ведший хронику нормандского завоевания Англии в 1066 году, называл Констанцию второй дочерью короля Вильгельма и королевы Матильды. Однако ни один источник достоверно не указывает порядок рождения дочерей королевской четы.
Историк Джеймс Пентон пишет, что согласно некоторым источникам Констанция была самой талантливой дочерью Вильгельма I и Матильды.
В 1086 году Констанция, которой было уже около 30 лет, вышла замуж за герцога Бретани Алена IV, на земли которого вторгся отец принцессы, тем самым принудив его к союзу. Пышная церемония бракосочетания состоялась в нормандском Кане. О том, был ли счастливым брак Констанции, историки расходятся во мнениях. Вильям Мальмсберийский, историк начала XII века, писал, что её «суровая и консервативная манера» правления сделала Констанцию непопулярной в герцогстве, и супруг приказал слугам отравить её. Однако согласно Ордерику Виталию, все годы брака Констанция была заботливой и внимательной женщиной к подданным супруга и «ко всем слугам божьим», а её смерть, наступившая 13 августа 1090 года, стала величайшей потерей для жителей герцогства. Констанция была похоронена в церкви Сен-Мелани близ Редона.
Брак Констанции и Алена IV оставался бездетным, и после смерти первой супруги герцог женился на Ирменгарде Анжуйской, дочери графа Анжу Фулька IV. Старший сын герцога от второго брака Конан заключил брак с племянницей Констанции Матильдой, внебрачной дочерью Генриха I, чем укрепил союз Англии и Бретани.